# James Jesus Angleton

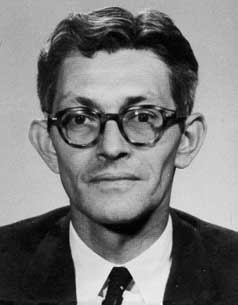
James Jesus Angleton

James Jesus Angleton (* 9. Dezember 1917 in Boise, Idaho; † 12. Mai 1987 in Washington) war von 1951 bis 1974 Leiter der Spionageabwehrabteilung des US-Auslandsnachrichtendienstes CIA.

## Leben

### Jugend
Angleton wurde als Sohn des Kavallerieoffiziers James Hugh Angleton und dessen mexikanischer Frau Carmen Mercedes Moreno geboren. In den 1930er Jahren übersiedelte die Familie nach Mailand, wo Angletons Vater die italienische Filiale von NCR Corporation leitete. Angleton besuchte das reine Jungeninternat Malvern College in England und studierte an der Yale University und in Harvard in den USA, schloss sein Studium jedoch nicht ab.

### Nachrichtendienstliche Tätigkeit
Während des Zweiten Weltkrieges wurde Angleton vom Office of Strategic Services (OSS) angeworben, dem auch sein Vater angehörte, und diente 1941 bis 1942 im X2-Büro in London. 1943 wurde er nach Italien versetzt und wurde zu Kriegsende Chef der Gegenspionageeinheit in Rom. Nach einem Aufenthalt in Washington D. C. wurde Angleton Ende der 1940er Jahre Chef des OSS und X2 für Italien.
Zurück in Washington war er in verschiedenen Nachfolge-Organisationen der OSS beschäftigt und einer der Gründungsoffiziere der Central Intelligence Agency. 1949 wurde Angleton Chef Staff A des Office of Special Operations, einer Abteilung, die für den Nachrichtengewinn aus dem Ausland verantwortlich war und in Verbindung mit den Gegenspionage-Abteilungen stand. Angleton pflegte bis zum Ende seiner Karriere gute Beziehungen zu Israels Mossad und dem Schin Bet.
Er entwickelte in seiner Position aufgrund der Erfahrungen mit Donald Maclean, Kim Philby (den Angleton persönlich kannte, aber nicht zu enttarnen vermochte) und Jack Dunlap eine fast obsessive Tendenz, nach Verrätern in den eigenen Reihen zu suchen. Der Absprung der KGB-Offiziere Anatoli Michailowitsch Golizyn und Juri Iwanowitsch Nossenko und ihre – zum Teil fragwürdigen – Informationen bestärkten Angleton in seiner Sorge vor Maulwürfen in der eigenen Organisation.
1967 bis 1974 leitete Angleton die geheime „Operation CHAOS“, bei der verfassungswidrig – und am eigentlich zuständigen FBI vorbei – Bürgerrechtler und Kriegsgegner überwacht wurden. Die Aktivitäten wurden am 22. Dezember 1974 durch den Journalisten Seymour Hersh aufgedeckt und führten zur Einrichtung des Church Committee durch den Senator Frank Church.
Angletons Rücktritt wurde Weihnachten 1974 bekanntgegeben. Drei von Angletons höheren Angestellten in der Spionageabwehr, sein Stellvertreter Raymond Rocca, William J. Hood und Angletons Chief of Operations, Newton S. Miller, wurden in den Ruhestand gedrängt. Die Spionageabwehr wurde von 300 Mitarbeitern auf 80 reduziert.
1985, zwei Jahre vor seinem Tod, sagte Angleton dem Journalisten Joseph Trento zufolge über seine Zeit bei der CIA:
“You know how I got to be in charge of counterintelligence? I agreed not to polygraph or require detailed background checks on Allen Dulles and 60 of his closest friends... They were afraid that their own business dealings with Hitler’s pals would come out. They were too arrogant to believe that the Russians would discover it all... You know, the CIA got tens of thousands of brave people killed... We played with lives as if we owned them. We gave false hope. We - I - so misjudged what happened. Fundamentally, the founding fathers of U.S. intelligence were liars. The better you lied and the more you betrayed, the more likely you would be promoted. These people attracted and promoted each other. Outside of their duplicity, the only thing they had in common was a desire for absolute power. I did things that, in looking back on my life, I regret. But I was part of it and I loved being in it... Allen Dulles, Richard Helms, Carmel Offie, and Frank Wisner were the grand masters. If you were in a room with them you were in a room full of people that you had to believe would deservedly end up in hell. I guess I will see them there soon.”
“Wissen Sie, wie ich dazu kam, für die Spionageabwehr verantwortlich zu sein? Ich stimmte zu, bei Allen Dulles und 60 seiner engsten Freunde keine Lügendetektor-Tests durchzuführen oder detaillierte Hintergrundüberprüfungen zu verlangen ... Sie befürchteten, dass ihre eigenen Geschäfte mit Hitlers Kumpanen ans Licht kommen könnten. Sie waren zu überheblich, um zu glauben, dass die Russen alles herausfinden würden ... Wissen Sie, die CIA hat Zigtausende mutige Menschen getötet ... Wir spielten mit Leben, als gehörten sie uns. Wir gaben falsche Hoffnung. Wir - ich - habe(n) so falsch eingeschätzt, was passiert ist. Grundsätzlich waren die Gründungsväter der US-Geheimdienste Lügner. Je besser du logst und je mehr du betrogst, desto wahrscheinlicher war es, dass du befördert wurdest. Diese Leute zogen einander an und förderten einander. Abgesehen von ihrer Heimtücke hatten sie nur eines gemeinsam: den Wunsch nach absoluter Macht. Ich habe Dinge getan, die ich, auf mein Leben zurückblickend, bedauere. Aber ich war ein Teil davon, und ich liebte es, dabei zu sein ... Allen Dulles, Richard Helms, Carmel Offie und Frank Wisner waren die Großmeister. Wenn Sie mit ihnen in einem Raum waren, waren Sie in einem Raum voller Menschen, von denen Sie annehmen mussten, dass sie zurecht in der Hölle landen würden. Ich denke, ich werde sie dort bald treffen.”

### Privates
Angleton heiratete am 17. Juli 1943 in Battle Creek, Michigan Cicely Harriet d’Autremont (* 8. April 1922 in Duluth, Minnesota; † 23. September 2011 in Great Falls, Virginia). Er liebte Poesie, vor allem Ezra Pound, mit dem er korrespondierte, sowie Thomas Stearns Eliot. Er befasste sich mit Gemmen und mit Orchideenzucht.

## Einschätzung und künstlerische Rezeption
Der ehemalige Direktor der Central Intelligence Agency Richard Helms äußerte sich zu Angleton wie folgt: „Seinerzeit wurde Jim als die dominierende Gegenspionage-Figur in der nichtkommunistischen Welt angesehen.“ Der Journalist Edward Jay Epstein meint, Angleton habe das Vertrauen von sechs CIA-Direktoren, darunter Walter Bedell Smith, Allen W. Dulles und Richard Helms gewonnen, die Schlüsselpositionen mit ihm besetzt und seine Arbeit geschätzt hätten.
John le Carré geht in seinem 1991 neu geschriebenen Vorwort für den Roman Tinker Tailor Soldier Spy (der von der Jagd nach einem Maulwurf im britischen Geheimdienst handelt) auf ihn ein und meint über Angletons Paranoia, die Sowjetunion habe einen hochrangigen Agenten in der CIA platziert gehabt, der ihr ermöglicht hätte, diesen tatsächlich zu führen, dass diese Annahme zwar falsch gewesen sei, die Auswirkungen dieser Paranoia seien aber nicht weniger katastrophal gewesen, als hätte er recht gehabt. Le Carrés Einschätzung nach hat diese Paranoia die CIA ebenso paralysiert wie Philbys Verrat den britischen Geheimdienst.
Seine mythenumrankte Persönlichkeit diente als Vorbild für zahlreiche Werke der Literatur.
Norman Mailer ließ sich für seine Gestalt Hugh Montague in Harlot’s Ghost von Angleton inspirieren. Auch der Superspion Eliot in David Morrells Roman The Brotherhood of the Rose basiert auf Angleton, desgleichen die Figur „Mother“ in Orchids for Mother von Aaron Latham. Der Film The Good Shepherd von 2006 (dt. Der gute Hirte) ist eine freie Variation von Angletons Lebensgeschichte. Angleton ist auch eine zentrale Figur in dem Roman Die Company von Robert Littell, das 2007 unter dem Namen The Company – Im Auftrag der CIA verfilmt wurde. In Vergebung (schwed. Luftslottet som sprängdes, 2007) von Stieg Larsson wird Angleton ebenfalls prominent erwähnt.